# X-Large
X-Large is een reeks verzamelbundels van verhalen van Suske en Wiske, jaarlijks uitgegeven in juni vanaf 2003. Het is een vervolg op de reeks Familiestripboeken.
De albums bestaan uit drie lange en één kort verhaal van Suske en Wiske. Hiernaast zitten er een aantal gags van Klein Suske en Wiske en De grappen van Lambik in. In het eerste album zit ook een los verhaal, getiteld De discosaurus.
Deze reeks liep tot 2008, in 2009 werd deze voortgezet als Het extra dikke stripboek.

## Overzicht van albums
Het eerste deel had geen thema.
| 1 - 18 juni 2003     | 1 - 18 juni 2003     |
| Stripreeks           | Titel                |
| -------------------- | -------------------- |
| Suske en Wiske       | Het Aruba-dossier    |
| Suske en Wiske       | De stierentemmer     |
| Suske en Wiske       | Hippus het zeeveulen |
| Suske en Wiske       | De woelige wadden    |
| Klein Suske en Wiske | 20 gags              |
| Verhaal              | De discosaurus       |

Het tweede deel kreeg als thema prinsen en prinsessen.
| 2 - 16 juni 2004      | 2 - 16 juni 2004      |
| Stripreeks            | Titel                 |
| --------------------- | --------------------- |
| Suske en Wiske        | Prinses Zagemeel      |
| Suske en Wiske        | De perenprins         |
| Suske en Wiske        | De regenboogprinses   |
| Suske en Wiske        | De koppige kluizenaar |
| Klein Suske en Wiske  | gags                  |
| De grappen van Lambik | gags                  |

Het derde deel had, net als het eerste deel, geen specifiek thema.
| 3 - 15 juni 2005      | 3 - 15 juni 2005  |
| Stripreeks            | Titel             |
| --------------------- | ----------------- |
| Suske en Wiske        | De Krimson-crisis |
| Suske en Wiske        | De goalgetter     |
| Suske en Wiske        | De dromendiefstal |
| Suske en Wiske        | De guitige gast   |
| Klein Suske en Wiske  | gags              |
| De grappen van Lambik | gags              |

Het thema van het vierde deel was goud.
| 4 - 14 juni 2006      | 4 - 14 juni 2006     |
| Stripreeks            | Titel                |
| --------------------- | -------------------- |
| Suske en Wiske        | Het gouden paard     |
| Suske en Wiske        | De gouden locomotief |
| Suske en Wiske        | Bibbergoud           |
| Suske en Wiske        | De gouden bloem      |
| Klein Suske en Wiske  | gags                 |
| De grappen van Lambik | gags                 |

Het vijfde deel kreeg als thema heksen. Drie van de vier verhalen werden eerder uitgegeven in de bundel Heksenketel uit 2003.
| 5 - 6 juni 2007      | 5 - 6 juni 2007     |
| Stripreeks           | Titel               |
| -------------------- | ------------------- |
| Suske en Wiske       | De zeven snaren     |
| Suske en Wiske       | De zwarte madam     |
| Suske en Wiske       | De hippe heksen     |
| Suske en Wiske       | De mysterieuze mijn |
| Klein Suske en Wiske | 16 gags             |

Het zesde deel kreeg als thema woestijnen. Het oude Egypte komt aan bod in drie van de vier avonturen terwijl in De steensnoepers Tunesië wordt bezocht.
| 6 - 13 februari 2008 (Vlaanderen) / 23 juni 2008 (Nederland) | 6 - 13 februari 2008 (Vlaanderen) / 23 juni 2008 (Nederland) |
| Stripreeks                                                   | Titel                                                        |
| ------------------------------------------------------------ | ------------------------------------------------------------ |
| Suske en Wiske                                               | Het vliegende bed                                            |
| Suske en Wiske                                               | De steensnoepers                                             |
| Suske en Wiske                                               | Het zingende nijlpaard                                       |
| Suske en Wiske                                               | De poezelige poes                                            |